# Hotel Bayerischer Hof (Starnberg)

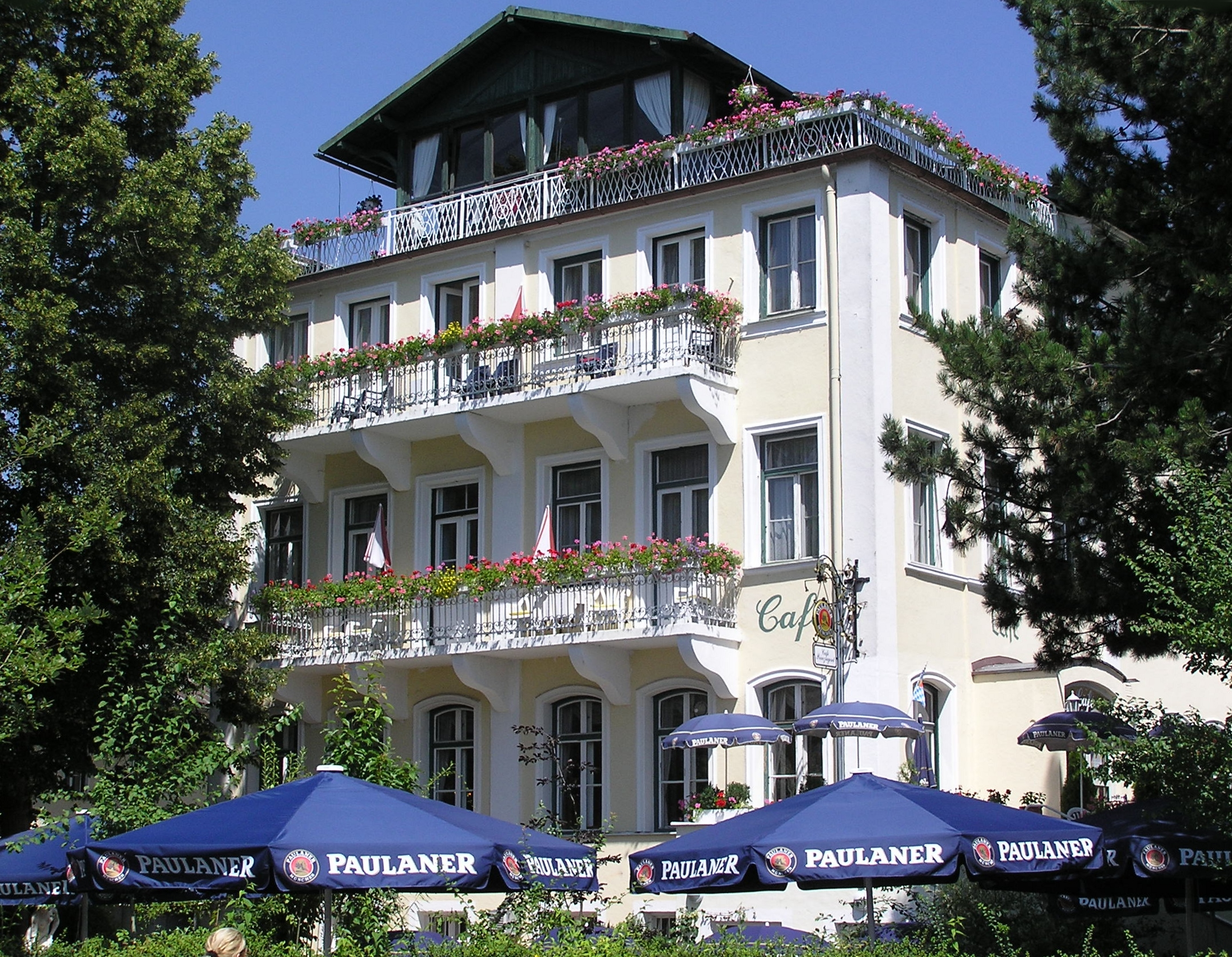
Hotel Bayerischer Hof in Starnberg

Das heutige Hotel Bayerischer Hof in Starnberg, der Kreisstadt des Kreises Starnberg in Oberbayern, wurde um 1864/65 als Hotel Harffen in Bahnhofsnähe errichtet. Das Hotel am Bahnhofplatz 12 ist ein geschütztes Baudenkmal.

## Geschichte
Durch die 1854 fertiggestellte Eisenbahnstrecke München-Starnberg entwickelte sich Starnberg zu einem viel besuchten Fremdenverkehrsort. Das Hotel Bayerischer Hof ist das letzte noch unverändert existierende Bauwerk aus der Anfangszeit des Bahnhofplatzes. Damals entstand mit den weiteren Hotels Bellevue, Walter, Hirt und Deutsches Haus ein Ensemble, das den Flair eines Seebades vermittelte.

## Beschreibung
Der dreigeschossige Satteldachbau mit Mittelrisalit besitzt traufseitig einen Terrassenvorbau mit Freitreppe, dem ein Blumenrondell mit Brunnen vorgelagert ist. Im Jahr 1901 erfolgte eine südliche Erweiterung mit Hochterrasse und Balkonen. Westlich wurde um 1875 ein  zweigeschossiges Nebengebäude mit Satteldach errichtet.
Das Hotel Bayrischer Hof befindet sich heute im Besitz der Stadt Starnberg.